# انتونی لیما
انتونی لیما (انگلیسی: Antoni Lima؛ زادهٔ ۲۲ سپتامبر ۱۹۷۰) بازیکن فوتبال اهل آندورا است.
از باشگاه‌هایی که در آن بازی کرده‌است می‌توان به باشگاه فوتبال اسپانیول، باشگاه فوتبال رئال مورسیا، باشگاه فوتبال رئال مادرید، باشگاه فوتبال رئال مادرید کاستیا، باشگاه فوتبال آلمریا، و باشگاه فوتبال اونیائو اشاره کرد.
وی همچنین در تیم ملی فوتبال آندورا بازی کرده‌است.